# 菲祖利區
菲祖利區是阿塞拜疆的一個區，位於該國西南部，南隔庫拉河與伊朗相望。面積1,386平方公里，2008年人口105,287人。首府菲祖利。
1930年建區。1959年改以詩人富祖里為名。